# NGC 1661
NGC 1661 é uma galáxia espiral (Sbc) localizada na direcção da constelação de Orion. Possui uma declinação de -02° 03' 18" e uma ascensão recta de 4 horas, 47 minutos e 07,7 segundos.
A galáxia NGC 1661 foi descoberta em 21 de Dezembro de 1881 por Édouard Jean-Marie Stephan.